# Coppa della Confederazione CAF 2007
La Coppa della Confederazione CAF 2007 è la 4ª edizione della competizione.
La squadra campione in carica è l'Étoile Sportive du Sahel, vincitrice dell'edizione 2006.

## Turno preliminare
L'andata del turno preliminare si è disputata dal 26 al 28 gennaio, il ritorno dal 9 all'11 febbraio.
| Squadra 1              | Totale      | Squadra 2                 | Andata | Ritorno |
| ---------------------- | ----------- | ------------------------- | ------ | ------- |
| Prince Louis           | 0 - 3       | ATRACO FC                 | 0 - 0  | 0 - 3   |
| Notwane Football Club  | 1 - 2       | Defence F.C.              | 1 - 1  | 0 - 1   |
| AS Togo-Port           | 1 - 3       | EGS Gafsa                 | 1 - 1  | 0 - 2   |
| Ports Authority FC     | 3 - 0       | AS Bamako                 | 2 - 0  | 1 - 0   |
| ASAC Concorde          | 1 - 3       | ASO Chlef                 | 0 - 1  | 1 - 2   |
| Al-Ahly                | 2 - 2 (gfc) | AS Coton Chad             | 2 - 1  | 0 - 1   |
| Telestars              | 1 - 2       | OC Bukavu Dawa            | 1 - 0  | 0 - 2   |
| Sport Bissau e Benfica | 1- 3        | Satellite                 | 1 - 3  | 1       |
| Curepipe Starlight     | 1 - 4       | Ajesaia                   | 1 - 0  | 0 - 4   |
| St Michel United       | 2 - 2 (gfc) | St Pauloise               | 2 - 1  | 0 - 1   |
| San Pedro Claver       | 1 - 7       | Sport Luanda e Benfica    | 1 - 5  | 0 - 2   |
| JS de Talangai         | 0 - 3       | Les Astres                | 0 - 2  | 0 - 1   |
| Sahel Sc               | 3 - 3 (gfc) | Etoile Filante            | 2 - 2  | 1 - 1   |
| Mundu                  | 1 - 6       | Mwana Africa              | 0 - 3  | 1 - 3   |
| Hawks                  | 1 - 1 (gfc) | Denguelé Sports d'Odienné | 0 - 0  | 1 - 1   |
| NPA Anchors            | 2 - 4       | US Gorée                  | 2 - 3  | 0 - 1   |
| Têxtil do Punguè       | 5 - 3       | Simba                     | 1 - 1  | 4 - 2   |
| AS Dragons             | 0 - 3       | Kwara United              | 0 - 1  | 0 - 2   |

1 La gara di ritorno non è stata disputata dopo che le due squadre si sono rifiutate di giocare a causa di disordini civili in Guinea.

## Sedicesimi di finale
L'andata dei sedicesimi di finale si è disputata dal 2 al 4 marzo, il ritorno dal 16 al 18 marzo.
| Squadra 1              | Totale          | Squadra 2                 | Andata | Ritorno |
| ---------------------- | --------------- | ------------------------- | ------ | ------- |
| Defence F.C.           | 1 - 2           | ATRACO FC                 | 1 - 0  | 0 -2    |
| Ports Authority FC     | 4 - 6           | EGS Gafsa                 | 3 - 2  | 1 - 4   |
| ASO Chlef              | 1 - 0           | ENPPI                     | 0 - 0  | 1 - 0   |
| AS Coton Chad          | 2 - 5           | Al-Merreikh Sporting Club | 2 - 0  | 0 - 5   |
| OC Bukavu Dawa         | 0 - 7           | Issia Wazi Football Club  | 0 - 2  | 0 - 5   |
| Satellite              | 1 - 7           | Club Sportif Sfaxien      | 1 - 3  | 0 - 4   |
| Ajesaia                | 3 - 8           | Ismaily SC                | 2 - 2  | 1 - 6   |
| St Pauloise            | 0 - 2           | Green Buffaloes           | 0 - 0  | 0 - 2   |
| Sport Luanda e Benfica | 4 - 1           | Motema Pembe              | 4 - 1  | 0 - 0   |
| Les Astres             | 6 - 0 1         | Tema Youth Football Club  | 3 - 0  | 3 - 0   |
| Etoile Filante         | 1 - 1 (4-3 dcr) | US Ouakam                 | 1 - 0  | 0 - 1   |
| Mwana Africa           | 2 - 0           | Interclube                | 2 - 0  | 0 - 0   |
| Hawks                  | 2 - 3           | Dolphins F.C.             | 0 - 0  | 2 - 3   |
| US Gorée               | 2 - 3           | Hassania Agadir           | 0 - 0  | 2 - 3   |
| Têxtil do Punguè       | 0 - 6           | Union Douala              | 0 - 3  | 0 - 6   |
| Kwara United           | 3 - 3 (4-3 dcr) | MC Alger                  | 3 - 0  | 0 - 3   |

1 Il Tema Youth Football Club è stato squalificato per non essersi presentato alla partita di andata.

## Ottavi di finale - primo turno
L'andata del primo turno degli ottavi di finale si è disputata dal 6 all'8 aprile, il ritorno dal 20 al 22 aprile.
| Squadra 1                | Totale            | Squadra 2                 | Andata | Ritorno |
| ------------------------ | ----------------- | ------------------------- | ------ | ------- |
| ATRACO FC                | 3 - 3 (gfc)       | EGS Gafsa                 | 2 - 2  | 1 - 1   |
| ASO Chlef                | 1 - 3             | Al-Merreikh Sporting Club | 1 - 0  | 0 - 3   |
| Issia Wazi Football Club | 1 - 2             | Club Sportif Sfaxien      | 1 - 0  | 0 - 2   |
| Ismaily SC               | 3 - 2             | Green Buffaloes           | 2 - 1  | 1 - 1   |
| Sport Luanda e Benfica   | 4 - 1 1           | Les Astres                | 3 - 0  | 1 - 1   |
| Etoile Filante           | 2 - 3             | Mwana Africa              | 2 - 0  | 0 - 3   |
| Dolphins F.C.            | 1 - 1 (5 - 3 dcr) | Hassania Agadir           | 1 - 0  | 0 - 1   |
| Union Douala             | 3 - 4             | Kwara United              | 1 - 1  | 2 - 3   |

1 Lo Sport Luanda e Benfica è stato squalificato per aver schierato un giocatore che non doveva giocare.

## Ottavi di finale - secondo turno
L'andata del secondo turno degli ottavi di finale si è disputata dal 4 al 6 maggio, il ritorno dal 18 al 20 maggio. I vincitori del primo turno degli ottavi di finale della Coppa della Confederazione affrontano gli sconfitti degli ottavi di finale della Champions League.
| Squadra 1               | Totale | Squadra 2                 | Andata | Ritorno |
| ----------------------- | ------ | ------------------------- | ------ | ------- |
| Étoile du Congo         | 2 - 3  | Les Astres                | 2 - 1  | 0 - 2   |
| Wydad Casablanca        | 0 - 3  | Ismaily SC                | 0 - 1  | 0 - 2   |
| TP Mazembe              | 4 - 1  | Mwana Africa              | 1 - 0  | 3 - 1   |
| Young Africans FC       | 0 - 2  | Al-Merreikh Sporting Club | 0 - 0  | 0 - 2   |
| Nasarawa United         | 1 - 2  | Kwara United              | 1 - 1  | 0 - 1   |
| Mamelodi Sundowns       | 3 - 2  | EGS Gafsa                 | 2 - 1  | 1 - 1   |
| Cotonsport              | 2 - 5  | Club Sportif Sfaxien      | 2 - 1  | 0 - 4   |
| Maranatha Football Club | 1 - 4  | Dolphins F.C.             | 1 - 2  | 0 - 2   |

## Fase a gironi

### Gruppo A
| Squadra              | P.ti | G | V | P | S | GF | GS | DR |
| -------------------- | ---- | - | - | - | - | -- | -- | -- |
| Club Sportif Sfaxien | 13   | 6 | 4 | 1 | 1 | 13 | 4  | +9 |
| TP Mazembe           | 12   | 6 | 4 | 0 | 2 | 11 | 9  | +2 |
| Mamelodi Sundowns    | 6    | 6 | 2 | 0 | 4 | 7  | 13 | -6 |
| Les Astres           | 4    | 6 | 1 | 1 | 4 | 5  | 10 | -5 |

|                   | MAS | LEA | TPM | CSS |
| ----------------- | --- | --- | --- | --- |
| Mamelodi Sundowns | –   | 2–1 | 3–2 | 1–2 |
| Les Astres        | 1–0 | –   | 1–2 | 1–1 |
| TP Mazembe        | 3–1 | 2–1 | –   | 2–1 |
| CS Sfaxien        | 4–0 | 3–0 | 2–0 | –   |

### Gruppo B
| Squadra                   | P.ti | G | V | P | S | GF | GS | DR |
| ------------------------- | ---- | - | - | - | - | -- | -- | -- |
| Al-Merreikh Sporting Club | 10   | 6 | 3 | 1 | 2 | 13 | 8  | +5 |
| Dolphins                  | 10   | 6 | 3 | 1 | 2 | 8  | 7  | +1 |
| Ismaily SC                | 8    | 6 | 2 | 2 | 2 | 4  | 5  | -1 |
| Kwara United              | 5    | 6 | 1 | 2 | 3 | 4  | 9  | -5 |

|                           | DOL | ISM | KWU | ALM |
| ------------------------- | --- | --- | --- | --- |
| Dolphins                  | –   | 2–0 | 2–0 | 3–0 |
| Ismaily SC                | 1–0 | –   | 1–0 | 1–1 |
| Kwara United              | 0–0 | 1–1 | –   | 2–1 |
| Al-Merreikh Sporting Club | 6–1 | 1–0 | 4–1 | –   |

## Finale
L'andata della finale si è disputata il 4 novembre, il ritorno il 25 novembre.
| Squadra 1  | Totale | Squadra 2                 | Andata | Ritorno |
| ---------- | ------ | ------------------------- | ------ | ------- |
| CS Sfaxien | 5 - 2  | Al-Merreikh Sporting Club | 4 - 2  | 1 - 0   |

## Campione
| Vincitore Coppa della Confederazione CAF 2007 |
| --------------------------------------------- |
| CS Sfaxien (primo titolo)                     |